# West Adams, Bắc Dakota
West Adams là một xã thuộc quận Adams, tiểu bang Bắc Dakota, Hoa Kỳ. Năm 2010, dân số của xã này là 34 người.